# آدولفو گروسو
آدولفو گروسو (ایتالیایی: Adolfo Grosso; ۱۷ دسامبر ۱۹۲۷ – ۲۸ ژوئیهٔ ۱۹۸۰) دوچرخه‌سوار اهل ایتالیا بود. وی در مسابقات جیرو دیتالیا شرکت کرده است.